# Chinesischer Friedhof von Dili

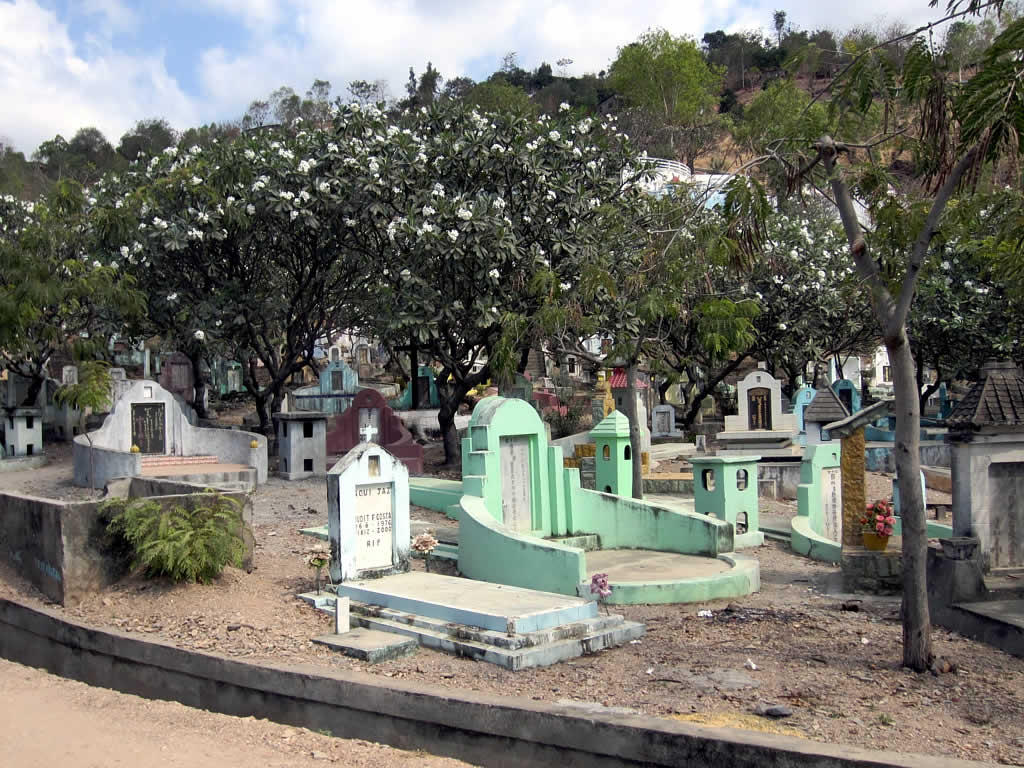
Chinesischer Friedhof von Dili

Der Chinesische Friedhof von Dili liegt im Nordosten des Viertels Marabia (Suco Lahane Oriental), im Süden der osttimorischen Landeshauptstadt Dili.
Der Friedhof der chinesischen Minderheit Osttimors wurde 1889 angelegt. Die ältesten bestehenden Gräber stammen aus dem frühen 20. Jahrhundert. Im Zentrum befindet sich ein Gebäude, das „Chion Ton“ genannt wird. Hier finden Zeremonien vor der Beerdigung der Toten statt.

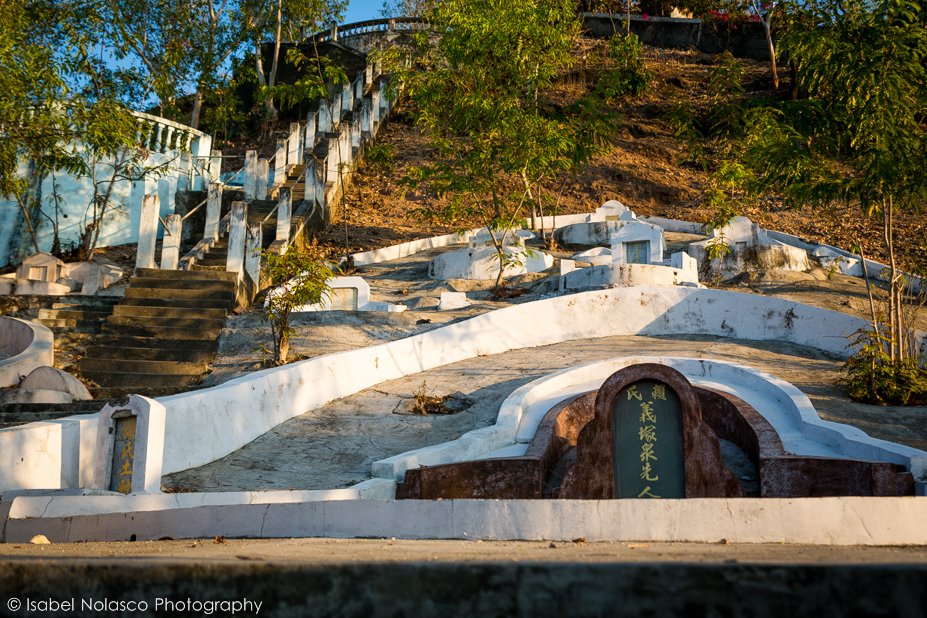
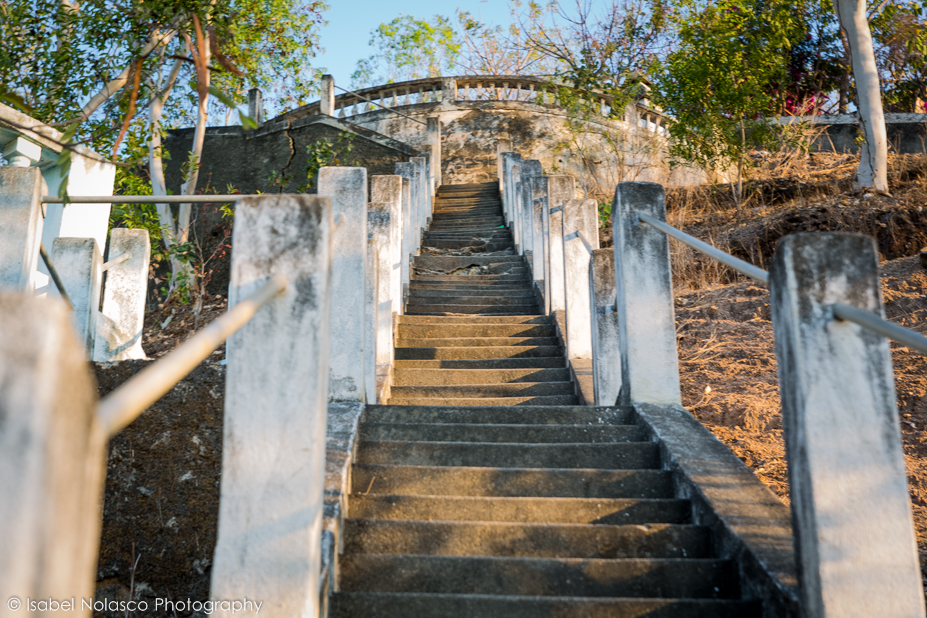
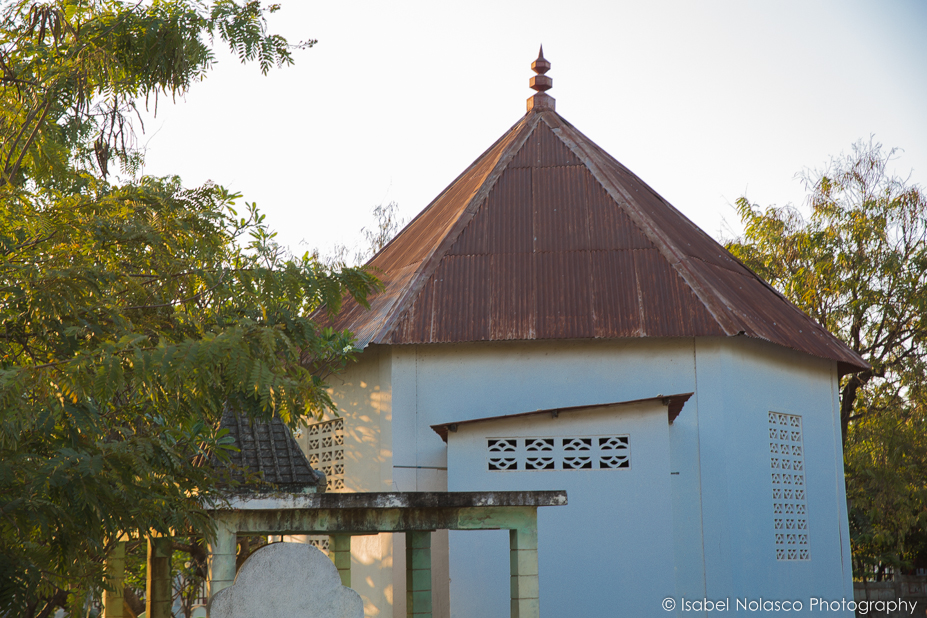
Chion Ton
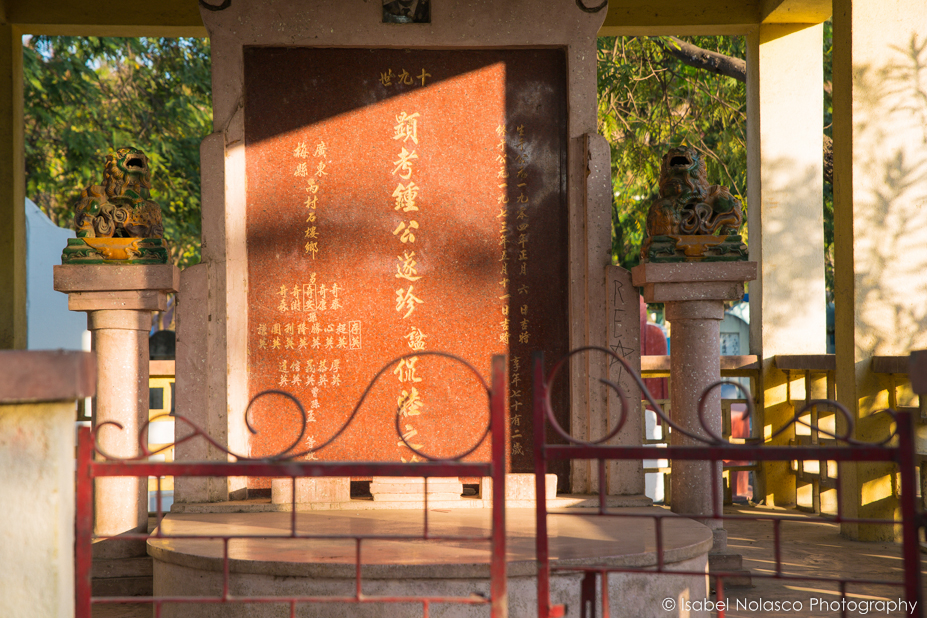